# Lago Plomo
El lago Plomo (a veces lago El Plomo) es una masa superficial de agua léntico ubicada a 15 km al oeste de Puerto Bertrand en la Región de Aysén, Chile.

## Ubicación y descripción
El lago está ubicado como un continuación hacia el suroeste del lago Bertrand, separado por una corta península y cubre un área de 15 km².: 563  Solo aparece en mapas más modernos como el mapa de ubicación de la ficha a la derecha.

## Hidrología
Es un lago proglacial y profundo (> 200 m de profundidad máxima) que se encuentra a una altitud de 203 m.: 80  El lago desagua en el lago Bertrand y ambos pertenecen a la cuenca del río Baker.

## Población, economía y ecología
SERNATUR lo describe como:: 177 
Es un lago de origen glaciar con una superficie de 16.25 km2., sus aguas son de color plomizo ya que provienen principalmente del ventisquero Soler que se desprende del campo de hielo norte. Navegando parte de este lago se puede acceder al ventisquero Soler para realizar caminatas en el límite Este del campo de hielo norte y el Parque Nacional Laguna San Rafael.

### Estado trófico
La eutrofización es el envejecimiento natural de cuerpos lacustres (lagos, lagunas, embalses, pantanos, humedales, etc.) como resultado de la acumulación gradual de nutrientes, un incremento de la productividad biológica y la acumulación paulatina de sedimentos provenientes de su cuenca de drenaje.: 4  Su avance es dependiente del flujo de nutrientes, de las dimensiones y forma del cuerpo lacustre y del tiempo de permanencia del agua en el mismo.: 24  En estado natural la eutrofización es lenta (a escala de milenios), pero por causas relacionadas con el mal uso del suelo, el incremento de la erosión y por la descarga de aguas servidas domésticas entre otras, puede verse acelerado a escala temporal de décadas o menos.: 4  Los elementos más característicos del estado trófico son fósforo, nitrógeno, DBO5 y clorofila y la propiedad turbiedad.
Existen diferentes criterios de clasificación trófica que caracterizan la concentración de esos elementos (de menor a mayor concentración) como: ultraoligotrófico, oligotrófico, mesotrófico, eutrófico, hipereutrófico. Ese es el estado trófico del elemento en el cuerpo de agua. Los estados hipereutrófico y eutrófico son estados no deseados en el ecosistema, debido a que los bienes y servicios que nos brinda el agua (bebida, recreación, higiene, entre otros) son más compatibles con lagos de características ultraoligotróficas, oligotróficas o mesotróficas.: 14 
El lago Plomo es un lago oligitrófico.: 80 